# Монте Бањоло I (Перуђа)
Монте Бањоло I је насеље у Италији у округу Перуђа, региону Умбрија.
Према процени из 2011. у насељу је живело 265 становника. Насеље се налази на надморској висини од 505 м.